# Українська мова у 2222 році: Вступ до лінгвофутурології
«Украї́нська мо́ва у 2222 ро́ці: Всту́п до лінгвофутуроло́гії» — монографія Пилипа Селігея, що вийшла 2023 р. у видавництві «Академперіодика». У книжці йдеться про роль передбачень у житті людини, науку футурологію, теорію та практику прогнозування, майбутнє світової мовосфери та її невіддільної частини — української мови. Серед іншого у виданні розроблено теоретичні засади мовного прогнозування, запропоновано сценарії розвитку національних та міжнародних мов у близькій та віддаленій перспективі. Показано зумовленість майбутнього української мови такими чинниками, як її демографічна потужність, економічна потужність, комунікативна потужність, культурно-інформаційна цінність, цифрова оснащеність і суспільний престиж.

## Анотація
Монографія закладає основи лінгвофутурології — нової галузі знань, що виникла на перетині мовознавства й футурології. Висвітлено роль уяви, завбачення, стратегічного мислення в житті людини. Розглянуто предмет футурології, її категорії, методи, проблеми, здобутки. Проаналізовано, що ми можемо знати про майбутнє, у чому специфіка ймовірнісного знання, чим наукові передбачення відрізняються від ненаукових. На підставі прогнозів провідних футурологів світу змальовано панораму суспільства майбутнього.
Окреслено тенденції, які визначають мовне майбутнє людства, описано загрози мовному розмаїттю Землі, шляхи порятунку етномов від занепаду. Автор намагається з’ясувати, куди прямує українська мова, як зміниться вона в близькій та віддаленій перспективі. І головне: що потрібно зробити для того, щоб вона не просто вижила, а й зміцніла, розквітла, стала щоденною мовою всіх українців, мовою освічених, успішних і заможних людей.
Книжка зацікавить усіх, кому небайдуже майбуття української мови й хто готовий думати над цими питаннями.

## Зміст
- Про що ця книжка?

- Розділ 1. ЗАВБАЧЕННЯ В ЖИТТІ ЛЮДИНИ.

- Розділ 2. ФУТУРОЛОГІЯ ЯК НАУКА.

- Розділ 3. СВІТ НАШОГО ЗАВТРА ОЧИМА ФУТУРОЛОГІВ.

- Розділ 4. СВІТОВА МОВОСФЕРА: ПРИСМЕРКИ ЧИ ДОСВІТКИ?

- Розділ 5. УКРАЇНСЬКА МОВА: ПРОРИВ У МАЙБУТНЄ.

- Головні висновки.

- Післяслово. Мова, що випереджає час.

## Уривок зі Вступу
«Книжка складається з п’ятьох розділів. Оскільки вітчизняної літератури з футурології та прогнозування обмаль, перші три повинні ввести читача в проблематику галузі, підготувати до сприйняття наступних, власне «мовних» розділів.
У першому розділі «Завбачення в житті людини» йдеться про те, чому ми не дуже полюбляємо виходити за межі сьогодення, скептично ставимося до можливостей передбачення й до яких фатальних наслідків призводить недалекоглядність — невміння чи небажання думати про прийдешнє, планувати свою життєдіяльність. Показано, яку важливу роль у житті людини можуть відігравати уява, інтуїція, стратегічне мислення, цілепокладання і цілеспрямованість.
Другий розділ «Футурологія як наука» з’ясовує, чим наукові передбачення відрізняються від ненаукових, що таке ймовірнісне знання, яким чином прогнозування здатне запобігти небезпекам, як зробити так, щоб наші завбачення бодай частково справджувалися. Читач дізнáється, які галузі досягли найбільших успіхів у прогнозуванні, чому дотеперішні мовні прогнози часто зазнавали невдач і чи означає це, що вони — марна справа.
Годі передбачити майбуття мови, не уявляючи, як зміниться світ, у якому вона побутуватиме. Через це мовне прогнозування, крім власне лінгвістичного, має й інші виміри: політичний, правовий, демографічний, економічний, технологічний, інформаційний, науковий, освітній тощо. Третій розділ «Світ нашого завтра очима футурологів» — розповідь про те, як розвиватимуться сфери, значливі для функціонування мови, яким у загальних рисах буде суспільство майбутнього. Ітиметься про головні процеси, що докорінно змінять наше життя вже завтра, про вузол глобальних проблем, що його доведеться розв’язувати людству, про науково-технічні винаходи, які неабияк вражають уяву.
У четвертому розділі «Світова мовосфера: присмерки чи досвітки?» проаналізуємо наскрізні тенденції, що визначатимуть мовне майбутнє людства. Зупинимося на таких актуальних темах, як міжмовна конкуренція, поширення міжнародних мов, майбуття англійської мови та її основних конкуренток — китайської, іспанської, арабської. З’ясуємо, що загрожуватиме мовному розмаїттю Землі завтра, чи реально вберегти національні мови від занепаду й чим у цій справі може зарадити «цифровий стрибок» мов.
П’ятий розділ «Українська мова: прорив у майбутнє» — останній і головний. У ньому запропонуємо прогноз прийдешніх змін в українській мові на різних її структурних рівнях, накреслимо бажані напрями мовної політики, спробуємо довести, чому для щасливого майбуття нашої мови найважливішими є демографічна потужність (скільки носіїв вона матиме), економічна потужність (чи будуть вони заможними), комунікативна потужність (у яких сферах мова побутуватиме) і суспільний престиж (чи будуть її шанувати, цінувати, любити). Саме ці чинники, а зовсім не правопис, вирішуватимуть долю української мови в майбутньому».

## Оцінки рецензентів
Лариса Масенко:
|  | Визначаючи футурологію як «інтелектуальну розвідку майбутнього» і виходячи з тези про те, що тільки суспільство, націлене на прийдешнє, здатне до поступу, автор, спираючись на попередньо викладені лінгвістичні й футурологічні знання, дає довготривалий прогноз розвитку української мови. Проноз базований як на екстраполяції внутрішніх змін на різних її структурних рівнях, так і на зовнішніх умовах її функціонування в майбутньому. До останніх належать: державна мовна політика, демографічні та економічні передумови для розширення її суспільних функцій та сфер впливу, збільшення її комунікативності та престижу . |

Тетяна Радзієвська:
|  | Монографія… присвячена розбудові нового для нашої мовознавчої науки напряму, пов’язаного з поняттям майбутнього. Її відрізняє масштаб постановки питання і завдання максимально повно висвітлити ті аспекти футурологічної проблематики, які можуть бути корисними та доречними при дослідженні мови. Тема майбутнього в розвитку окремої мови і мов світу загалом набула актуальності в останні десятиліття на тлі загальних змін у світі, які прийнято називати глобалізаційними. |

|  | Узагальнення досвіду представників різних наукових шкіл, уведення в науковий обіг малодоступних матеріалів та фактів, розроблення засад та методів лінгвофутурологічного аналізу, високий рівень аргументації робить рецензовану працю помітною подією в нашому науковому середовищі. Вона створює прецедент нового погляду на звичні явища, істотно розширює межі предметного поля науки і, безперечно, є серйозним внеском у сучасне українське мовознавство. |

## Відзнаки
- Диплом у номінації «Наукове видання» XXIV Всеукраїнської виставки-форуму «Українська книга на Одещині (2024)» [6][7].